# Pasir Gudang
Pasir Gudang (en malayo: Pasir Gudang) es una localidad de Malasia, en el estado de Johor.
Se encuentra a 12 m sobre el nivel del mar. 

## Demografía
Según estimación 2010 contaba con 223548 habitantes.